# Visão (revista)
A Visão é uma revista semanal portuguesa de informação, lançada a 25 de Março de 1993. A publicação surgiu no seguimento da ligação da empresa suíça Edipresse à Projornal, sociedade de jornalistas portugueses que editou, até 1992, o semanário O Jornal. 
Em 1999, a Edipresse e a Abril Controljornal associaram-se, tendo passado a VISÃO a integrar o grupo de publicações desta última. Posteriormente, a revista VISÃO foi editada pela Impresa Publishing, pertencente ao grupo Impresa, cujo presidente é Francisco Pinto Balsemão. A Edimpresa é uma das mais importantes editoras de revistas em Portugal, editora esta que se encontra em pleno crescimento. Dirigida por Pedro Camacho, a VISÃO foi o projecto jornalístico que sucedeu ao extinto semanário O Jornal e teve como primeiro director Carlos Cáceres Monteiro.
Em 2 de Dezembro de 2010 tornou-se na primeira publicação jornalística a ser distribuída num tablet (iPad, no caso) com um formato totalmente revisto para este tipo de dispositivo. No dia em que foi lançada atingiu o 1.º lugar do topo das aplicações de notícias e no geral.  
Em 2018 a revista foi vendida pela Impresa Publishing, devido a esta se encontrar em crise financeira, à Trust in News, empresa liderada por Luís Delgado.
A revista foi, de 2016 a 2023, dirigida por Mafalda Anjos, tem uma periodicidade semanal e é lançada todas as quintas-feiras, em papel e digital.

## Visao.sapo.pt
visao.sapo.pt/ é a extensão da revista Visão na Internet, que se rege pelo estatuto editorial da VISÃO, excepto no ponto 1: trata-se de uma publicação de informação geral em suporte electrónico que pretende dar através do texto, da imagem e de outras soluções multimédia, uma cobertura diária dos mais importantes e significativos acontecimentos nacionais e internacionais, em todos os domínios de interesse, aplicando o mesmo crivo informativo da revista.
Do ponto de vista editorial, a VISAO.sapo.pt depende da direcção da VISÃO.
A Visão.sapo.pt surge para levar o título Visão à Internet e aí se afirmar como um meio simultaneamente complementar e alternativo face às restantes publicações de informação geral em suporte digital, mantendo um fio noticioso sobre o que se está a passar no País e no Mundo, sem que isso signifique competir com os sites vocacionados para a informação dita em «tempo real».

## Gama VISÃO
- VISÃO Júnior
- VISÃO Biografia
- VISÃO História
- VISÃO Saúde